# Rugetsweiler
Rugetsweiler ist ein Wohnplatz der Ortschaft Zollenreute der Stadt Aulendorf im Landkreis Ravensburg, Baden-Württemberg. Es schließt südöstlich an die Bebauung des zentralen Aulendorf an und ist etwa 18 km vom Zentrum der Kreisstadt Ravensburg im Südsüdwesten entfernt. Das Dorf hat rund 400 Einwohner und liegt am linken Ufer und Talhang der Schussen.
Der Ort wurde am 1. Februar 1972 mit der Gemeinde Zollenreute in die Stadt Aulendorf eingegliedert.
In Rugetsweiler gibt es einen kleinen Sportplatz. Der Ort liegt in der Nähe der Bahnstrecke Ulm–Friedrichshafen und wird von zwei Seiten durch die Landesstraßen L 284 und L 285 begrenzt.